# مشت کندور
مشت کندور (به اسپانیایی: El puño del cóndor) یک فیلم رزمی تولید سینمای شیلی به نویسندگی و کارگردانی ارنستو دیاز اسپینوزا که در سال ۲۰۲۳ منتشر شد. با بازی مارکو زارور، جینا آگواد، ایال مایر، من سو یون، خوزه مانوئل و فرناندا اورجولا است.

## خلاصه داستان
گروهی از رزمی‌کاران از سراسر جهان به دنبال کتابی هستند که حاوی اسرار باستانی چگونگی غلبه بر محدودیت‌های بدن انسان است.

## بازیگران فیلم
- مارکو زارور در نقش جنگجو
- ایال مایر در نقش کالاری
- جینا آگواد در نقش زن کندور
- فرناندا اورجولا در نقش مارلا
- من سو یون در نقش ووک
- خوزه مانوئل در نقش حریف
- کریستین گارین به عنوان رئیس دوچرخه سوار
- فرانسیسکو کاسترو در نقش مرد جنگل
- آندرس سید در نقش دوچرخه‌سوار ۲
- فرانسیسکو فوئنتس در نقش فیلیپه
- خواکین پویگ در نقش دانشجو
- خورخه ورگارا در نقش دوچرخه‌سوار ۳
- دانیل رامیرز در نقش بیکر
- خاویرا اورتا در نقش دختر مارلا
- اوا لونا سوتو در نقش دختر مارلا ۲ [۳][۴]

## تولید فیلم
تولید در ابتدا به عنوان یک سریال برنامه‌ریزی شده بود اما بعداً به عنوان یک فیلم تعریف شد. فیلمبرداری اصلی در نوامبر ۲۰۲۰ آغاز شد و در مارس ۲۰۲۱ در شیلی به پایان رسید.

## انتشار فیلم
این فیلم اولین نمایش بین‌المللی خود را در ۲۷ ژانویه ۲۰۲۳ در جشنواره بین‌المللی فیلم روتردام انجام داد. این فیلم در ۴ و ۵ آوریل ۲۰۲۳ در سینماهای آمریکا اکران محدودی داشت. اولین بار در Hi-YAH پخش شد! در ۷ آوریل ۲۰۲۳، و پس از آن در ۲۳ مه ۲۰۲۳  به صورت ویدئویی منتشر شد.